# Недригайлівське вище професійне училище
ДПТНЗ «Недригайлівське вище професійне училище» (стара назва: Вище професійне училище № 41) — державний професійно-технічний навчальний заклад, знаходться у селищі Недригайлові Роменського району Сумської області.
Це — єдиний навчальний заклад нешкільної освіти Недригайлівщини.
Освітній заклад розташований за адресою:
вул. Училищна, буд. 28, с-ще Недригайлів, Роменський р-н, Сумська обл., 44100, Україна.
Нині (кінець 2000-х років) директором ДПТНЗ «Недригайлівське вище професійне училище» є Осінній Олександр Сергійович.
Станом на 21 січня 2024 року директор ДПТНЗ Недригайлівське ВПУ-41 є Седнецький Григорій Петрович він замінив на посаді минулого директора Осіннюго Олександра Сергійовича.
У Недригайлівському вищому професійному училищі учні навчаються за такими спеціальностями:
- Механізація сільського господарства.
- Плодоовочівник.
- Продавець продовольчих товарів 1, 2, 3 категорії.
- Продавець непродовольчих товарів 1, 2, 3 категорії.
- Кондитер.
- Кухар.
- Тракторист-машиніст сільськогосподарського виробництва.
- Водій автомобіля 1, 2, 3 класу (автомобілі (крім вантажних), таксі та автофургони).

## Персоналії
- Грабина Юрій Володимирович (22 грудня 1974, Україна — 17 лютого 2024, Україна) — військовослужбовець Збройних сил України, учасник російсько-української війни
- Керечанин Євген Миколайович (1998—2019) — солдат Збройних сил України, учасник російсько-української війни.

## Виноски
1. ↑  Інформація про заклади професійно-технічної освіти Сумської області [Архівовано 16 червня 2008 у Wayback Machine.] на Сумська обласна державна адміністрація (вебпредставництво) [Архівовано 10 травня 2011 у Wayback Machine.]